# Federació Dominicana de Futbol
La Federació Dominicana de Futbol, també coneguda per l'acrònim FEDO o FEDOFUTBOL, és l'òrgan rector del futbol de la República Dominicana. Es va fundar l'any 1953 i està afiliada a la Federació Internacional de Futbol Associació (FIFA), a la Confederació del Nord, Centreamèrica i el Carib de Futbol Associació (CONCACAF) i a la Unió Caribenya de Futbol (CFU). En l'àmbit intern està emparada pel Ministerio del Deporte i pel Comité Olímpico Dominicano.
La FEDO és una organització esportiva sense ànim de lucre que organitza el futbol de la República Dominicana en totes les seves categories. També col·labora en la participació de les seleccions nacionals en competicions internacionals i contribueix a desenvolupar programes de capacitació a totes les àrees del futbol.
L'any 1970, es va crear la Primera Divisió de República Dominicana o Campionat de la República Dominicana de Futbol com a competició de la màxima categoria. Del 2002 al 2014 va canviar el nom a Liga Mayor Dominicana de Fútbol i, l'any 2015, es va crear l'actual Liga Dominicana de Fútbol. Es juguen dos tornejos anuals, apertura i clausura, en format lliga. Els quatre primers classificats juguen les semifinals a doble partit i els dos finalistes juguen la final a partit únic. La lliga la disputen onze/dotze equips.
L'any 2015, es va crear a Copa Dominicana de Fútbol, la clàssica competició per eliminatòries.